# 丁璉
丁 璉（ディン・リエン、ベトナム語：Đinh Liễn / 丁璉、945年 - 太平10年（979年）10月）は、丁朝大瞿越の皇族。丁匡璉（てい きょうれん、ディン・クオン・リエン、ベトナム語：Đinh Khuông Liễn / 丁匡璉）とも。

## 生涯
先皇帝丁部領の長男。乾和9年（951年）、呉朝の天策王呉昌岌と南晋王呉昌文が丁部領の根拠地の華閭に攻め込んでくると、これを恐れた丁部領は丁璉を人質に差し出し、古螺に留め置かれた。
丁部領が従属しなかったために、またも両王が攻め込んできたが、丁部領の守りは堅く、一ヶ月もの間攻め落とせなかった。呉朝の使者は丁璉を竿の上に懸けて「降らなければ丁璉を殺す」と脅したが、怒った丁部領は多くの矢を射掛けさせた。これに驚いた両王は丁璉を殺さずに兵を引いた。大宝8年（965年）に呉昌文が戦死すると丁璉は華閭へ戻った。
大宝12年（969年）閏5月、南越王に封じられた。太平3年（972年）、父の命により宋に冊封を求める使者として赴き、翌太平4年（973年）、太祖は丁部領を交趾郡王に封じ、丁璉もまた検校太師、静海軍節度使、安南都護に封じられた。
太平9年（978年）、丁部領が幼少の弟である丁項郎を皇太子としたため、長年丁部領と辛苦を共にしてきた丁璉は不満を抱いた。翌太平10年（979年）春、丁璉は人を使って丁項郎を殺害させた。10月、丁部領と共に祗候内人の杜釈に殺害された。